# زوبوتلی-میاتلی
زوبوتلی-میاتلی (به لاتین: Zubutli-Miatli) یک منطقهٔ مسکونی در روسیه است که در داغستان واقع شده‌است.